# Mairieux
Mairieux is een gemeente in het Franse Noorderdepartement (regio Hauts-de-France) en telt 750 inwoners (2005). De plaats maakt deel uit van het arrondissement Avesnes-sur-Helpe.

## Geografie
De oppervlakte van Mairieux bedraagt 6,5 km², de bevolkingsdichtheid is 115,4 inwoners per km².
De onderstaande kaart toont de ligging van Mairieux met de belangrijkste infrastructuur en aangrenzende gemeenten.

## Demografie
Onderstaande figuur toont het verloop van het inwonertal (bron: INSEE-tellingen).